# Silvia Timón Piote
Silvia Timón Piote, nació el 2 de abril de 1975. Es una Maestro FIDE Femenino de ajedrez española.

## Resultados destacados en competición
Fue una vez campeona de España, en el año 1999 en Vera, Almería, y resultó subcampeona en una ocasión, en el año 1995.
Ganó el Campeonato de España Juvenil Femenino sub-20 en el año 1995 y fue siete veces Campeona femenina de la Comunidad de Madrid de ajedrez, en los años 1993, 1994, 1995, 1996, 1997, 1998 y 1999.
Participó representando a España en las Olimpíadas de ajedrez en dos ocasiones, en los años 2000 y 2002.